# Línea 199 (Interurbanos Madrid)
La línea 199 de la red de autobuses interurbanos de Madrid unía la terminal subterránea de autobuses del Intercambiador de Plaza de Castilla con Montejo de la Sierra.

## Características
Esta línea unía hasta el 10 de diciembre del 2017 Madrid con Horcajuelo de la Sierra y Montejo de la Sierra en 3 h aproximadamente, efectuando parada en multitud de municipios de la Sierra del Rincón de Madrid. Sólo circulaba los sábados laborables, domingos y festivos, quedando su recorrido cubierto de lunes a viernes laborables por las líneas micro 191B, 191C, 191D y 191E enlazadas en Buitrago del Lozoya con la 191.
Debido a la baja demanda, el domingo 10 de diciembre del 2017 realizó su último servicio antes de suprimirse la línea. En su lugar, se reforzó la línea 191 además de crear la línea 199A que comenzó a dar servicio el sábado 16 de diciembre del 2017 con un recorrido circular entre Buitrago del Lozoya, Horcajuelo de la Sierra, Montejo de la Sierra, Prádena del Rincón, Berzosa del Lozoya, Robledillo de la Jara y Cervera de Buitrago, dando servicio así a las poblaciones que cubría la línea 199. De la misma forma que circulaba la línea 199, la línea 199A sólo circula los sábados laborables, domingos y festivos, ya que de lunes a viernes laborables sólo circulaban las otras líneas micro (el 5 de junio del 2021 las líneas micro 191B 191C 191D 191E comenzaron a operar también los sábados laborables, domingos y festivos, algo que en el momento de la creación de la línea 199A no ocurría).
Hasta el 15 de marzo del 2016 existía una parada en el km. 36 de la A-1, y otra de vuelta, (códigos 11492 y 11493), dando servicio al restaurante Las Moreras, situado en el término municipal de El Molar en la corona tarifaria C1.
Es frecuente encontrar marquesinas donde aún se aprecian las pegatinas de las líneas de la parada el número 199, que aún no ha sido retirado.
La línea mantenía los mismos horarios todo el año (exceptuando las vísperas de festivo y festivos de Navidad).
Estaba operada por la empresa ALSA mediante concesión administrativa del VCM-103 - Madrid - Buitrago - Rascafría del Consorcio Regional de Transportes de Madrid.

## Horarios
| Sábados laborables | Domingos y festivos |
| Madrid > Montejo   | Madrid > Montejo    |
| 08:05              | 08:05               |
| Montejo > Madrid   | Montejo > Madrid    |
| 12:00              | 18:00               |

## Recorrido y paradas

Esquema de dársenas del intercambiador subterráneo de Plaza de Castilla

### Nota importante
Las paradas que se describen a continuación (tanto de ida como de vuelta) fueron aquellas que realizaba la línea antes de ser suprimida. En la actualidad, algunas paradas aquí mostradas pueden haber sido suprimidas, cambiadas de nombre o realizadas por líneas distintas (que han modificado su recorrido o se han creado tras la supresión de la línea 199). Para una información actualizada de las paradas actuales que realizan otras líneas, consultar sus páginas correspondientes. Por este motivo, no se ha incluido la línea 199A en las paradas, debido a que su creación fue posterior a la eliminación de la línea 199.

### Sentido Montejo
La línea iniciaba su recorrido en el intercambiador subterráneo de Plaza de Castilla, en la dársena 35, en este punto se establece correspondencia con todas las líneas de los corredores 1 y 7 con cabecera en el intercambiador de Plaza de Castilla. En la superficie efectúan parada varias líneas urbanas con las que tiene correspondencia, y a través de pasillos subterráneos enlaza con las líneas 1, 9 y 10 del Metro de Madrid.
Tras abandonar los túneles del intercambiador subterráneo, la línea sale al Paseo de la Castellana, donde tenía una primera parada frente al Hospital La Paz (subida de viajeros). A partir de aquí salía por la M-30 hasta el nudo de Manoteras y tomaba la A-1.
La línea circulaba por la A-1 hasta la salida de Alcobendas, donde circulaba por la Avenida Olímpica (1 parada para la subida de viajeros), la Calle de Francisca Delgado y el Bulevar de Salvador Allende, de igual manera que circulaba después por el Paseo de Europa de San Sebastián de los Reyes con 6 paradas para la subida de viajeros (sólo se permitía el descenso de viajeros en la parada 06693 - Paseo de Europa - Calle de María Santos Colmenar).
El objetivo de restringir las paradas del casco urbano de Alcobendas y San Sebastián de los Reyes a sólo permitir la subida de viajeros se debía a que esas zonas que recorría esta línea ya estaban cubiertas por Metro y otras líneas interurbanas con cabecera en el Intercambiador de Plaza de Castilla que tienen mucha mayor frecuencia y hubiesen colapsado la línea 199 para realizar trayectos muy cortos. De esta forma se evitaba que las expediciones de esta línea vayan llenas y no pudiesen recoger a los viajeros con destinos mucho más alejados de Madrid cuya única opción fuese la línea 199 y un trayecto de más de 2h.
Al final del Paseo de Europa salía a la N-1 y posteriormente a la A-1, por la que prosiguía su recorrido con algunas paradas junto a las urbanizaciones y zonas industriales de la autovía situadas entre San Sebastián de los Reyes y San Agustín del Guadalix (7 paradas).
La línea entra y sale de la Autovía del Norte para dar servicio a los cascos urbanos de San Agustín del Guadalix (4 paradas) y El Molar (3 paradas), teniendo después una parada junto a la desviación de El Vellón.
De nuevo entraba y salía de la A-1 para dar servicio a los cascos urbanos de Venturada (2 paradas), Cabanillas de la Sierra (3 paradas), La Cabrera (4 paradas). Al final de La Cabrera, tomaba la carretera M-127 pasando por El Berrueco (3 paradas), Cervera de Buitrago (5 paradas), Robledillo de la Jara (4 paradas, dos de ellas en la carretera M127 antes de llegar a Cervera de Buitrago), Berzosa del Lozoya (2 parada), Puentes Viejas (1 parada en Serrada de la Fuente y 1 en Paredes de Buitrago). Al final de la carretera M-127 se incorporaba a la carretera M-137 en dirección a Montejo de la Sierra.
Circulando por esta carretera tenía parada en Prádena del Rincón (1 parada), Horcajuelo de la Sierra (1 parada) y Montejo de la Sierra (3 paradas), donde tenía su cabecera en la Plaza de la Fuente.
| Código | Zona | Localidad                  | Denominación                                                           | Ubicación                                        | Líneas de la parada | Metro                  |
| ------ | ---- | -------------------------- | ---------------------------------------------------------------------- | ------------------------------------------------ | --- | ---------------------- |
| 17470F |      | Madrid                     | Intercambiador de Plaza de Castilla - Dársena 35                       | Avenida de Asturias Nº2                          | 194 195 196 199 | Plaza de Castilla      |
| 3253   |      | Madrid                     | Paseo de la Castellana - Hospital La Paz                               | Paseo de la Castellana Nº304 - Acceso Nudo Norte | 173 174 176 151 152C 153 154C 155 155B 156 157 157C 159 161 171 181 182 183 184 185 191193194195196197199N101 N102 N103 | Begoña                 |
| 06692  |      | Alcobendas                 | Avenida Olímpica - Pabellón Deportivo                                  | Avenida Olímpica Nº5                             | 151 152C 153 154 154C 156 158 161 171 181 182 183 191193194195196197199N103                                             |                        |
| 15192  |      | San Sebastián de los Reyes | Paseo de Europa - Avenida del Juncal                                   | Paseo de Europa Nº26                             | 180 181 182 183 191193194195196197199N103                                                                               |                        |
| 06693  |      | San Sebastián de los Reyes | Paseo de Europa - Calle de María Santos Colmenar                       | Paseo de Europa S/N.º                            | 180 181 182 183 191 193 194 195 196 197 N103                                                                            |                        |
| 12421  |      | San Sebastián de los Reyes | Paseo de Europa - Avenida de los Montes de Oca                         | Paseo de Europa Nº14                             | 171 180 181 182 183 191193194195196197199N103                                                                           |                        |
| 11402  |      | San Sebastián de los Reyes | Paseo de Europa - Glorieta de Antoni Gaudí                             | Paseo de Europa Nº7                              | 171 180 181 182 183 191193194195196197199N103                                                                           |                        |
| 17474  |      | San Sebastián de los Reyes | Paseo de Europa - Hospital Infanta Sofía                               | Paseo de Europa Nº11                             | 152C 161 166 171 180 181 182 183 191193194195196197199210 N103                                                          | Hospital Infanta Sofía |
| 16437  |      | San Sebastián de los Reyes | Carretera Antigua de Burgos - Centro Comercial Alegra                  | N-1 km. 19,9                                     | 161 166 171 180 181 182 183 185 191193194195196197199210 N103                                                           |                        |
| 06697  |      | San Sebastián de los Reyes | Carretera A-1 - Urbanización Fuente del Fresno                         | N-1 km. 23,4                                     | 166 171 191 193 194 195 196 199                                                                                         |                        |
| 06700  |      | San Sebastián de los Reyes | Carretera A-1 - Circuito del Jarama                                    | N-1 km. 26                                       | 171 191 193 194 195 196 199                                                                                             |                        |
| 06701  |      | Colmenar Viejo             | Carretera A-1 - Urbanización Ciudalcampo                               | N-1 km. 28,3                                     | 166 191 193 194 195 196 199                                                                                             |                        |
| 06703  |      | Colmenar Viejo             | Carretera A-1 - Urbanización Valdelagua                                | N-1 km. 30,8                                     | 191 193 194 195 196 199                                                                                                 |                        |
| 15988  |      | San Agustín del Guadalix   | Carretera A-1 - Calle La Lobera                                        | N-1 km. 31                                       | 191 193 194 195 196 199                                                                                                 |                        |
| 11184  |      | San Agustín del Guadalix   | Carretera A-1 - Polígono Industrial Sur San Agustín del Guadalix       | N-1 km. 31,7                                     | 191 193 194 195 196 199                                                                                                 |                        |
| 15990  |      | San Agustín del Guadalix   | Carretera A-1 - Calle Salguerilla                                      | N-1 km. 32,1                                     | 191 193 194 195 196 199                                                                                                 |                        |
| 12097  |      | San Agustín del Guadalix   | Avenida de Madrid - Urbanización Residencial Guadalix                  | Avenida de Madrid Nº3                            | 191 193 194 195 196 199 727                                                                                             |                        |
| 06704  |      | San Agustín del Guadalix   | Avenida de Madrid - Ludoteca                                           | Avenida de Madrid Nº37                           | 191 193 194 195 196 199 727                                                                                             |                        |
| 18361  |      | San Agustín del Guadalix   | Avenida de Madrid - Avenida del Alcalde Lorenzo Ginés Brandín          | Avenida de Madrid Nº32                           | 191 193 194 195 196 199 727                                                                                             |                        |
| 09848  |      | San Agustín del Guadalix   | Avenida de Madrid - Polígono Industrial Norte San Agustín del Guadalix | Polígono las Cabezas Nº3                         | 191 193 194 195 196 199                                                                                                 |                        |
| 17975  |      | El Molar                   | Carretera A-1 - Camino Viejo de Francia                                | N-1 km. 39,1                                     | 191 193 194 195 196 199                                                                                                 |                        |
| 10329  |      | El Molar                   | Plaza Mayor - Ayuntamiento                                             | Plaza Mayor S/N.º                                | 191 193 194 195 196 199                                                                                                 |                        |
| 09648  |      | El Molar                   | Avenida de España - Calle del Almirante Martel                         | Avenida de España Nº73                           | 191 193 193A 194 195 196 197D 199                                                                                       |                        |
| 17974  |      | Pedrezuela                 | Carretera A-1 - Cruce de El Vellón                                     | A-1 km. 47                                       | 191 193 193A 194 195 196 197D 199                                                                                       |                        |
| 10340  |      | Venturada                  | Venturada - Carretera de Irún                                          | Carretera de Irún Nº10                           | 191 193 193A 194 195 196 197C 199                                                                                       |                        |
| 11294  |      | Venturada                  | Venturada - Urbanización Tolle Lege                                    | N-1 km. 52,2                                     | 191 193 194 195 196 199                                                                                                 |                        |
| 11544  |      | Cabanillas de la Sierra    | Cabanillas de la Sierra - Urbanización Los Barrancos                   | Calle Real Nº54                                  | 191 193 194 195 196 199                                                                                                 |                        |
| 10343  |      | Cabanillas de la Sierra    | Cabanillas de la Sierra - Calle Real                                   | Calle Real Nº78                                  | 191 193 194 195 196 199                                                                                                 |                        |
| 11543  |      | Cabanillas de la Sierra    | Cabanillas de la Sierra - Carretera Antigua N-1                        | N-1 km. 54,1                                     | 191 193 194 195 196 199                                                                                                 |                        |
| 11995  |      | La Cabrera                 | Avenida de La Cabrera - Carretera de Valdemanco                        | Avenida de La Cabrera Nº5                        | 191 193 194 195 196 197B 199                                                                                            |                        |
| 10346  |      | La Cabrera                 | Avenida de La Cabrera - Calle de Luis Fernández Urosa                  | Avenida de La Cabrera Nº28                       | 191 193 194 195 196 197B 199                                                                                            |                        |
| 11996  |      | La Cabrera                 | Avenida de La Cabrera - Calle del Pico de la Miel                      | Avenida de La Cabrera Nº80                       | 191 193 194 195 196 197B 199                                                                                            |                        |
| 15941  |      | La Cabrera                 | Avenida de La Cabrera - Residencia                                     | Avenida de La Cabrera Nº98                       | 191 193 194 195 196 197B 199                                                                                            |                        |
| 11202  |      | El Berrueco                | Carretera M-127 - Urbanización Pradera del Amor                        | Carretera de El Berrueco a La Cabrera km. 14     | 191 196 197B 199 |                        |
| 10314  |      | El Berrueco                | El Berrueco - Plaza de la Picota                                       | Plaza de la Picota Nº4                           | 197B 199 |                        |
| 18205  |      | El Berrueco                | Carretera M-127 - El Picachuelo                                        | Carretera M-127 km. 6,5                          | 199 |                        |
| 18203  |      | Robledillo de la Jara      | Carretera M-127 - Umbría del Juncarejo                                 | Carretera M-127 km. 15                           | 191E 199 |                        |
| 12882  |      | Robledillo de la Jara      | Carretera M-127 - Cerca de la Salladera                                | Carretera M-127 km. 15,5                         | 191E 199 |                        |
| 18989  |      | Cervera de Buitrago        | Cervera de Buitrago - Barrio Zagalascasas                              | Carretera de Montejo S/N.º                       | 191E 199 |                        |
| 12529  |      | Cervera de Buitrago        | Cervera de Buitrago - Ayuntamiento                                     | Calle de la Iglesia Nº2                          | 191E 199 |                        |
| 10316  |      | Cervera de Buitrago        | Cervera de Buitrago - Barrio Nuevo                                     | Calle de la Iglesia Nº86                         | 191E 199 |                        |
| 12530  |      | Cervera de Buitrago        | Cervera de Buitrago - Ayuntamiento                                     | Calle de la Iglesia Nº5                          | 191E 199 |                        |
| 18990  |      | Cervera de Buitrago        | Cervera de Buitrago - Barrio Zagalascasas                              | Carretera de Montejo S/N.º                       | 191E 199 |                        |
| 10318  |      | Robledillo de la Jara      | Robledillo de la Jara - Iglesia                                        | Calle de la Fuente Nº21                          | 199 |                        |
| 16706  |      | Robledillo de la Jara      | Robledillo de la Jara - Calle de las Eras                              | Calle de la Fuente Nº5                           | 191D 199 |                        |
| 10319  |      | Berzosa del Lozoya         | Berzosa del Lozoya - Calle Real                                        | Calle Real Nº22900                               | 191D 199 |                        |
| 19077  |      | Berzosa del Lozoya         | Berzosa del Lozoya - Parque                                            | Calle Real Nº2                                   | 191D 199 |                        |
| 10321  |      | Serrada de la Fuente       | Carretera M-127 - Serrada de la Fuente                                 | Avenida de El Berrueco Nº1                       | 191D 199 |                        |
| 10323  |      | Paredes de Buitrago        | Carretera M-127 - Paredes de Buitrago                                  | Calle de la Soledad Nº1                          | 191D 199 |                        |
| 10325  |      | Prádena del Rincón         | Carretera M-137 - Prádena del Rincón                                   | Calle Real Nº10                                  | 191C 199 911 912 |                        |
| 10327  |      | Horcajuelo de la Sierra    | Carretera M-141 - Horcajuelo de la Sierra                              | Calle Pozas Nº4                                  | 191C 199 |                        |
| 16297  |      | Montejo de la Sierra       | Montejo de la Sierra - Colegio                                         | Carretera M-141 Nº1B                             | 191C 199 |                        |
| 10328  |      | Montejo de la Sierra       | Montejo de la Sierra - Plaza de la Fuente                              | Plaza de la Fuente Nº1                           | 191C 199 911 912 |                        |

1. 1 2 3 4 5 6 7 8 9 10 11 12 13 14 15 16 17 18 19 20 21 22 23 24 25 26 27 28 29 30 31 32 33 34 35 36 37 38 39 40 41 42 43 44 45 46 47 48 49 50 51 52 53 54 55 56  Sólo permite la subida de viajeros
2. 1 2 3 4 5 6 7 8 9 10 11 12 13 14 15 16 17 18 19 20 21 22 23  En la actualidad esta parada la realiza también la línea N104, que fue creada posteriormente
3. ↑  A efectos de nomenclatura, para las líneas de la EMT esta parada se llama Paseo de la Castellana - Nudo Norte
4. 1 2  En la actualidad esta parada la realizan también las líneas 152C 154 156 161 4 7, además de la línea N104, que fue creada posteriormente
5. ↑  Técnicamente esta parada se encuentra en el término municipal de Colmenar Viejo, debido a la extensión de terreno que tiene Colmenar Viejo entre San Sebastián de los Reyes y San Agustín del Guadalix. Algunas paradas se encuentran dentro de este terreno y esta parada es una de ellas. La Urbanización Ciudalcampo pertenece al término municipal de San Sebastián de los Reyes (aunque una porción de ella al norte entra en este terreno mencionado de Colmenar Viejo).
6. ↑  Técnicamente esta parada se encuentra en el término municipal de Colmenar Viejo, debido a la extensión de terreno que tiene Colmenar Viejo entre San Sebastián de los Reyes y San Agustín del Guadalix. Algunas paradas se encuentran dentro de este terreno y esta parada es una de ellas. La Urbanización Valdelagua pertenece al término municipal de San Agustín del Guadalix.
7. ↑  En la actualidad esta parada se encuentra situada en Avenida de La Cabrera Nº8 y la realizan también las líneas 197C 725
8. ↑  En la actualidad esta parada se denomina El Berrueco - Parque Infantil y se encuentra situada en Avenida del Generalísimo Nº1
9. ↑  En la actualidad esta parada no existe, fue suprimida al mismo tiempo que la línea 199
10. 1 2 3 4 5 6 7 8 9 10 11 12 13 14 15   En la actualidad esta parada la realiza también la línea 199A, que fue creada posteriormente

### Sentido Madrid (Plaza de Castilla)
El recorrido en sentido Madrid era igual al de ida pero en sentido contrario excepto en determinados puntos:
- La parada 12882 - Carretera M-127 - Cerca de la Salladera no tiene pareja para las expediciones de vuelta.
- En Pedrezuela, la parada de ida 17974 - Carretera A-1 - Cruce de El Vellón se encuentra en la corona tarifaria C1, pero la parada pareja de vuelta 16450 - Carretera A-1 - Cruce de El Vellón se encuentra inexplicablemente en la corona tarifaria C2, pese a que les separan entre ellas escasos metros.
- En El Molar seguía realizando 3 paradas pero todas ellas en el casco urbano, ya que la parada 17975 - Carretera A-1 - Camino Viejo de Francia no tiene pareja para las expediciones de vuelta.
- En San Agustín del Guadalix tan solo realizaba una parada en el polígono industrial sur, debido a que no existe la misma vía de servicio como a la ida. Las paradas 15988 - Carretera A-1 - Calle La Lobera y 15990 - Carretera A-1 - Calle Salguerilla no tienen pareja de vuelta.
- La línea realizaba 6 paradas en el Paseo de Europa de San Sebastián de los Reyes, todas ellas sólo para el descenso de viajeros (sólo se permitía la subida de viajeros en la parada 06751 - Paseo de Europa - Parque Picos de Olite).
- Dentro de Alcobendas, circulaba por el Bulevar de Salvador Allende en lugar de por la Avenida Olímpica, parando en un punto sólo para el descenso de viajeros.

El mismo criterio se aplicaba a la vuelta de la línea en las paradas del casco urbano de Alcobendas y San Sebastián de los Reyes a sólo permitir el descenso de viajeros. Debido a que esas zonas que recorría esta línea ya están cubiertas por Metro y otras líneas interurbanas con cabecera en el Intercambiador de Plaza de Castilla que tienen mucha mayor frecuencia y hubiesen colapsado la línea 199 para realizar trayectos muy cortos. De esta forma se evitaba que las expediciones de esta línea se llenen y aumentasen el tiempo de viaje a los viajeros con orígenes mucho más alejados de Madrid cuya única opción fuese la línea 199 y un trayecto de más de 2h.
| Código | Zona | Localidad                  | Denominación                                                           | Ubicación                                     | Líneas de la parada                                                                                     | Metro                  |
| ------ | ---- | -------------------------- | ---------------------------------------------------------------------- | --------------------------------------------- | --- | ---------------------- |
| 10328  |      | Montejo de la Sierra       | Montejo de la Sierra - Plaza de la Fuente                              | Plaza de la Fuente Nº1                        | 191C 199 911 912                                                                                        |                        |
| 16298  |      | Montejo de la Sierra       | Montejo de la Sierra - Colegio                                         | Carretera M-141 Nº1B                          | 191C 199                                                                                                |                        |
| 10327  |      | Horcajuelo de la Sierra    | Carretera M-141 - Horcajuelo de la Sierra                              | Calle Pozas Nº4                               | 191C 199                                                                                                |                        |
| 10326  |      | Prádena del Rincón         | Carretera M-137 - Prádena del Rincón                                   | Calle Real Nº11                               | 191C 199 911 912                                                                                        |                        |
| 10324  |      | Paredes de Buitrago        | Carretera M-127 - Paredes de Buitrago                                  | Calle de la Soledad Nº2                       | 191D 199                                                                                                |                        |
| 10322  |      | Serrada de la Fuente       | Carretera M-127 - Serrada de la Fuente                                 | Avenida de El Berrueco Nº2                    | 191D 199                                                                                                |                        |
| 19076  |      | Berzosa del Lozoya         | Berzosa del Lozoya - Parque                                            | Calle Real Nº1                                | 191D 199                                                                                                |                        |
| 10320  |      | Berzosa del Lozoya         | Berzosa del Lozoya - Calle Real                                        | Calle Real Nº22900                            | 191D 199                                                                                                |                        |
| 16707  |      | Robledillo de la Jara      | Robledillo de la Jara - Calle de las Eras                              | Calle de la Fuente Nº2                        | 191D 199                                                                                                |                        |
| 10317  |      | Robledillo de la Jara      | Robledillo de la Jara - Iglesia                                        | Calle de la Fuente Nº24                       | 191D 199                                                                                                |                        |
| 18989  |      | Cervera de Buitrago        | Cervera de Buitrago - Barrio Zagalascasas                              | Carretera de Montejo S/N.º                    | 191E 199                                                                                                |                        |
| 12529  |      | Cervera de Buitrago        | Cervera de Buitrago - Ayuntamiento                                     | Calle de la Iglesia Nº2                       | 191E 199                                                                                                |                        |
| 10316  |      | Cervera de Buitrago        | Cervera de Buitrago - Barrio Nuevo                                     | Calle de la Iglesia Nº86                      | 191E 199                                                                                                |                        |
| 12530  |      | Cervera de Buitrago        | Cervera de Buitrago - Ayuntamiento                                     | Calle de la Iglesia Nº5                       | 191E 199                                                                                                |                        |
| 18990  |      | Cervera de Buitrago        | Cervera de Buitrago - Barrio Zagalascasas                              | Carretera de Montejo S/N.º                    | 191E 199                                                                                                |                        |
| 12883  |      | Robledillo de la Jara      | Carretera M-127 - Umbría del Juncarejo                                 | Carretera M-127 km. 15                        | 191E 199                                                                                                |                        |
| 18204  |      | El Berrueco                | Carretera M-127 - El Picachuelo                                        | Carretera M-127 km. 6,5                       | 199 |                        |
| 10315  |      | El Berrueco                | El Berrueco - Plaza de la Picota                                       | Plaza de la Picota Nº3                        | 197B 199                                                                                                |                        |
| 11201  |      | El Berrueco                | Carretera M127 - Urbanización Pradera del Amor                         | Carretera de El Berrueco a La Cabrera km. 1,8 | 191 196 197B 199                                                                                        |                        |
| 15942  |      | La Cabrera                 | Avenida de La Cabrera - Residencia                                     | Avenida de La Cabrera Nº81                    | 191 193 194 195 196 197B 199                                                                            |                        |
| 10037  |      | La Cabrera                 | Avenida de La Cabrera - Calle del Pico de la Miel                      | Avenida de La Cabrera Nº69                    | 191 193 194 195 196 197B 199                                                                            |                        |
| 10345  |      | La Cabrera                 | Avenida de La Cabrera - Calle de Luis Fernández Urosa                  | Avenida de La Cabrera Nº23                    | 191 193 194 195 196 197B 199                                                                            |                        |
| 10666  |      | La Cabrera                 | Avenida de La Cabrera - Carretera de Valdemanco                        | Avenida de La Cabrera Nº5                     | 191 193 194 195 196 197B 199                                                                            |                        |
| 11542  |      | Cabanillas de la Sierra    | Cabanillas de la Sierra - Carretera Antigua N-1                        | Carretera Antigua de Burgos Nº8               | 191 193 194 195 196 199                                                                                 |                        |
| 10342  |      | Cabanillas de la Sierra    | Cabanillas de la Sierra - Calle Real                                   | Calle Real Nº57                               | 191 193 194 195 196 197C 199                                                                            |                        |
| 11524  |      | Cabanillas de la Sierra    | Cabanillas de la Sierra - Urbanización Los Barrancos                   | Calle Real Nº19                               | 191 193 194 195 196 197C 199                                                                            |                        |
| 11295  |      | Venturada                  | Venturada - Urbanización Tolle Lege                                    | N-1 km. 52                                    | 191 193 194 195 196 199                                                                                 |                        |
| 10341  |      | Venturada                  | Venturada - Carretera de Irún                                          | Carretera de Irún Nº7                         | 191 193 193A 194 195 196 197C 199                                                                       |                        |
| 16450  |      | Pedrezuela                 | Carretera A-1 - Cruce de El Vellón                                     | A-1 km. 47                                    | 191 193 193A 194 195 196 197D 199                                                                       |                        |
| 12690  |      | El Molar                   | Calle de la Fuente - Calle del Álamo                                   | Calle de la Fuente Nº23                       | 191 193 193A 194 195 196 197D 199                                                                       |                        |
| 09649  |      | El Molar                   | Plaza Mayor - Calle de la Fuente                                       | Plaza Mayor Nº10                              | 191 193 193A 194 195 196 197D 199                                                                       |                        |
| 09648  |      | El Molar                   | Avenida de España - Calle del Almirante Martel                         | Avenida de España Nº73                        | 191 193 193A 194 195 196 197D 199                                                                       |                        |
| 09834  |      | San Agustín del Guadalix   | Avenida de Madrid - Polígono Industrial Norte San Agustín del Guadalix | Polígono las Cabezas Nº4                      | 191 193 194 195 196 199                                                                                 |                        |
| 18362  |      | San Agustín del Guadalix   | Avenida de Madrid - Avenida del Alcalde Lorenzo Ginés Brandín          | Avenida de Madrid Nº32                        | 191 193 194 195 196 199 727                                                                             |                        |
| 06705  |      | San Agustín del Guadalix   | Avenida de Madrid - Ludoteca                                           | Calle de Féliz Sanz Nº31                      | 191 193 194 195 196 199 727                                                                             |                        |
| 12098  |      | San Agustín del Guadalix   | Avenida de Madrid - Urbanización Residencial Guadalix                  | Avenida de Madrid Nº3                         | 191 193 194 195 196 199 727                                                                             |                        |
| 11185  |      | San Agustín del Guadalix   | Carretera A-1 - Polígono Industrial Sur San Agustín del Guadalix       | A-1 km. 31,5                                  | 191 193 194 195 196 199                                                                                 |                        |
| 10041  |      | Colmenar Viejo             | Carretera A-1 - Urbanización Valdelagua                                | A-1 km. 30,5                                  | 191 193 194 195 196 199                                                                                 |                        |
| 06719  |      | San Sebastián de los Reyes | Carretera A-1 - Urbanización Ciudalcampo                               | N-1 km. 27,9                                  | 166 171 191 193 194 195 196 199                                                                         |                        |
| 06720  |      | San Sebastián de los Reyes | Carretera A-1 - Circuito del Jarama                                    | N-1 S/N.º                                     | 171 191 193 194 195 196 199                                                                             |                        |
| 06723  |      | San Sebastián de los Reyes | Carretera A-1 - Urbanización Fuente del Fresno                         | N-1 km. 23,4                                  | 166 171 191 193 194 195 196 199                                                                         |                        |
| 16438  |      | San Sebastián de los Reyes | Carretera Antigua de Burgos - Centro Comercial Alegra                  | N-1 km. 19,9                                  | 166 171 180 181 182 183 184 185 191193194195196197199210N103                                            |                        |
| 17025  |      | San Sebastián de los Reyes | Paseo de Europa - Hospital Infanta Sofía                               | Paseo de Europa Nº11                          | 166 171 180 181 182 183 184 191193194195196197199210 N103                                               | Hospital Infanta Sofía |
| 10019  |      | San Sebastián de los Reyes | Paseo de Europa - Glorieta de Antoni Gaudí                             | Paseo de Europa Nº7                           | 171 180 181 182 183 184 191193194195196197199N103                                                       |                        |
| 12422  |      | San Sebastián de los Reyes | Paseo de Europa - Avenida de los Montes de Oca                         | Paseo de Europa Nº1                           | 171 180 181 182 183 184 191193194195196197199N103                                                       |                        |
| 06751  |      | San Sebastián de los Reyes | Paseo de Europa - Parque Picos de Olite                                | Paseo de Europa Nº26                          | 171 180 181 182 183 184 191 193 194 195 196 197 199 N103                                                |                        |
| 15191  |      | San Sebastián de los Reyes | Paseo de Europa - Avenida del España                                   | Paseo de Europa Nº26                          | 171 180 181 182 183 184 191193194195196197199 N103                                                      |                        |
| 06752  |      | Alcobendas                 | Bulevar de Salvador Allende - Calle de Soria                           | Bulevar de Salvador Allende Nº19              | 181 182 183 184 191193194195196197199N103                                                               |                        |
| 10550  |      | Madrid                     | Paseo de la Castellana - Hospital La Paz                               | Paseo de la Castellana Nº296                  | 151 152C 153 154C 155 155B 156 157 157C 159 161 181 182 183 184 185 191193194195196197199N101 N102 N103 | Begoña                 |
| 17470  |      | Madrid                     | Intercambiador de Plaza de Castilla                                    | Avenida de Asturias Nº2                       | Descenso en las dársenas 38 y 39.                                                                       | Plaza de Castilla      |

1. 1 2 3 4 5 6 7 8 9 10 11 12 13 14 15  En la actualidad esta parada la realiza también la línea 199A, que fue creada posteriormente
2. ↑  En la actualidad esta parada no existe, fue suprimida al mismo tiempo que la línea 199
3. ↑  En la actualidad esta parada se encuentra situada en Avenida de La Cabrera Nº8 y la realizan también las líneas 197C 725
4. 1 2 3 4 5 6 7 8 9 10 11 12 13 14 15 16 17 18 19 20 21  En la actualidad esta parada la realiza también la línea N104, que fue creada posteriormente
5. ↑  En la actualidad esta parada se encuentra en la corona tarifaria
6. ↑  Técnicamente esta parada se encuentra en el término municipal de Colmenar Viejo, debido a la extensión de terreno que tiene Colmenar Viejo entre San Sebastián de los Reyes y San Agustín del Guadalix. Algunas paradas se encuentran dentro de este terreno y esta parada es una de ellas. La Urbanización Valdelagua pertenece al término municipal de San Agustín del Guadalix.
7. 1 2 3 4 5 6 7 8 9 10 11 12 13 14 15 16 17 18 19 20 21 22 23 24 25 26 27 28 29 30 31 32 33 34 35 36 37 38 39 40 41 42 43 44 45 46 47 48 49 50 51 52 53 54 55 56 57  Sólo permite el descenso de viajeros
8. 1 2  En la actualidad esta parada la realizan también las líneas 152C 156 161 N102 4 5, además de la línea N104, que fue creada posteriormente